# ダバオ・デス・スクワッド
ダバオ・デス・スクワッド（英語: Davao Death Squads、通称：DDS）とは、フィリピンのミンダナオ島ダバオ市で活動する自警団である。彼らは、法律違反者と麻薬密売人の殺人（私刑）を行っている。ミンダナオ・タイムズ紙は2004年8月2日時点で52件の殺人事件に関与していると報じている。インターナショナル・ヘラルド・トリビューンは2005年の最初の3ヶ月に、72件の犯行があったと報じている。

## 概要
Families of Victims of Involuntary Disappearance や人権保護団体、国際連合人権委員会の査察官からなるチームは、ダバオ・デス・スクワッドによって殺害された白骨死体が打ち捨てられた現場を発見した。ドミナドール・カランバ人権委員は、地方の幹部役人と警察は犯人を知っていたが「見た限りでは、黙認していた」と述べた。市は密かな政策として犯罪を抑制するために殺人を行っていると、人権保護団体は主張している。
2009年4月の国連総会での、国連人権理事会のレポート（Eleventh Session Agenda item 3, par 21）では「ダバオ市長ロドリゴ・ドゥテルテは、これらの殺人を防ぐような対策を何もしておらず、さらに彼の公的な発言は、事実上、彼らの活動を支持していることを示唆している」と報告している。
ドゥテルテはマニラ首都圏の悪名高い麻薬王の逮捕とその後の釈放を受けて、以下のように発言している。「ここ、ダバオではお前は生きた状態で出かけることはできない。だが、棺の中なら出かけることができる。それは、いわゆる超法規的殺人によってか？いや、私は麻薬王を裁判によって殺すつもりであり、それはもう超法規的殺人ではないだろう。」
アムネスティ・インターナショナルと当地の人権保護団体は、1998年から300人以上がダバオ・デス・スクワッドによって殺害されていると報告している。アムネスティ・インターナショナルは、殺人や私的制裁は年中行われ、特にその対象は容疑者にも及んだと報告する。ミンダナオでは、未成年者を含むそれら殺人は「Davao Death Squads」と呼ばれる、いわゆる自警団によるものと考えられている。ある地区の地方役人達は、逮捕に抵抗する容疑者を「射殺する」方針を支持していると報告された。2004年、「平和の行進（walk for peace）」や世界的な祈祷会にて数千人が殺人に抗議した。
『Engkwentro』というタイトルで、2009年7月にインディペンデント映画の映画祭で初上映された、自警団による私刑を扱った映画は、大きな反響を受けた。この作品は、第66回ベネチア国際映画祭に出品され、フィリピン映画としては唯一受賞している。
それにも関わらず、フィリピン最悪と言われたダバオ市の治安が劇的に改善されたことで、2008年にフィリピン政府観光局から、フィリピンで最も住みやすい都市の称号を授与されている。